# Turbinicarpus pseudomacrochele
Turbinicarpus pseudomacrochele är en kaktusväxtart som först beskrevs av Curt Backeberg, och fick sitt nu gällande namn av Werner Rauh och Curt Backeberg. Turbinicarpus pseudomacrochele ingår i släktet Turbinicarpus och familjen kaktusväxter.

## Underarter
Arten delas in i följande underarter:
- T. p. krainzianus
- T. p. lausseri
- T. p. minimus
- T. p. pseudomacrochele

## Bildgalleri

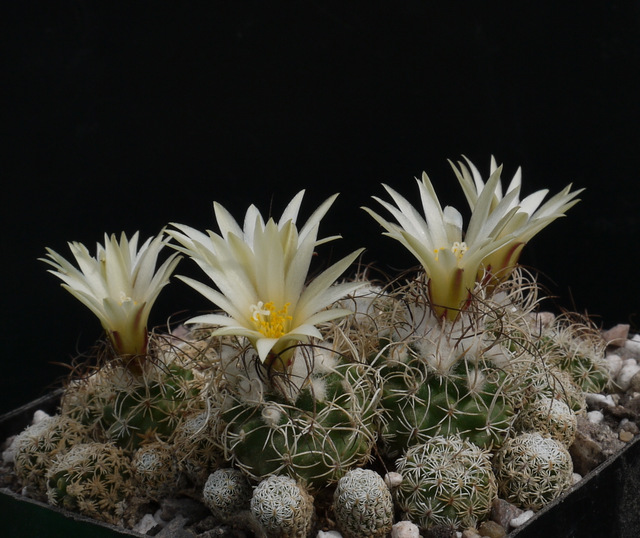
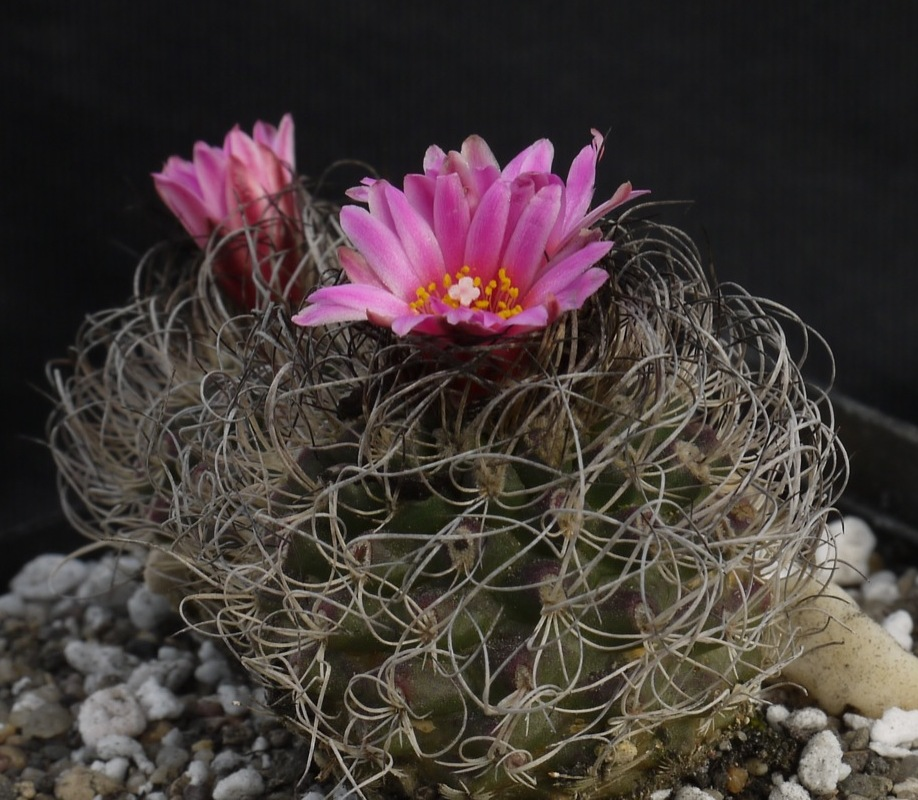
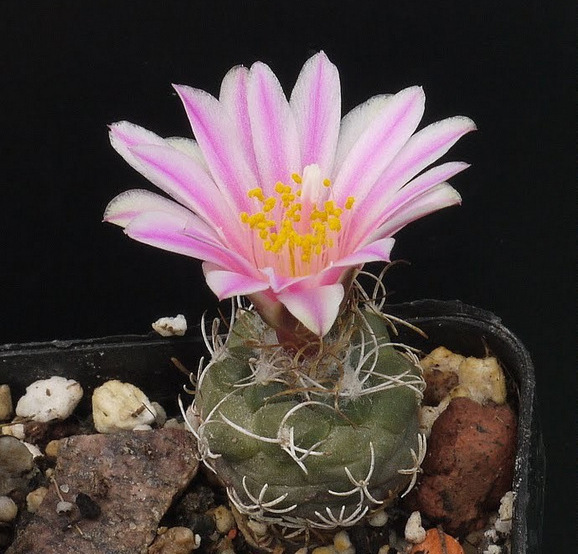
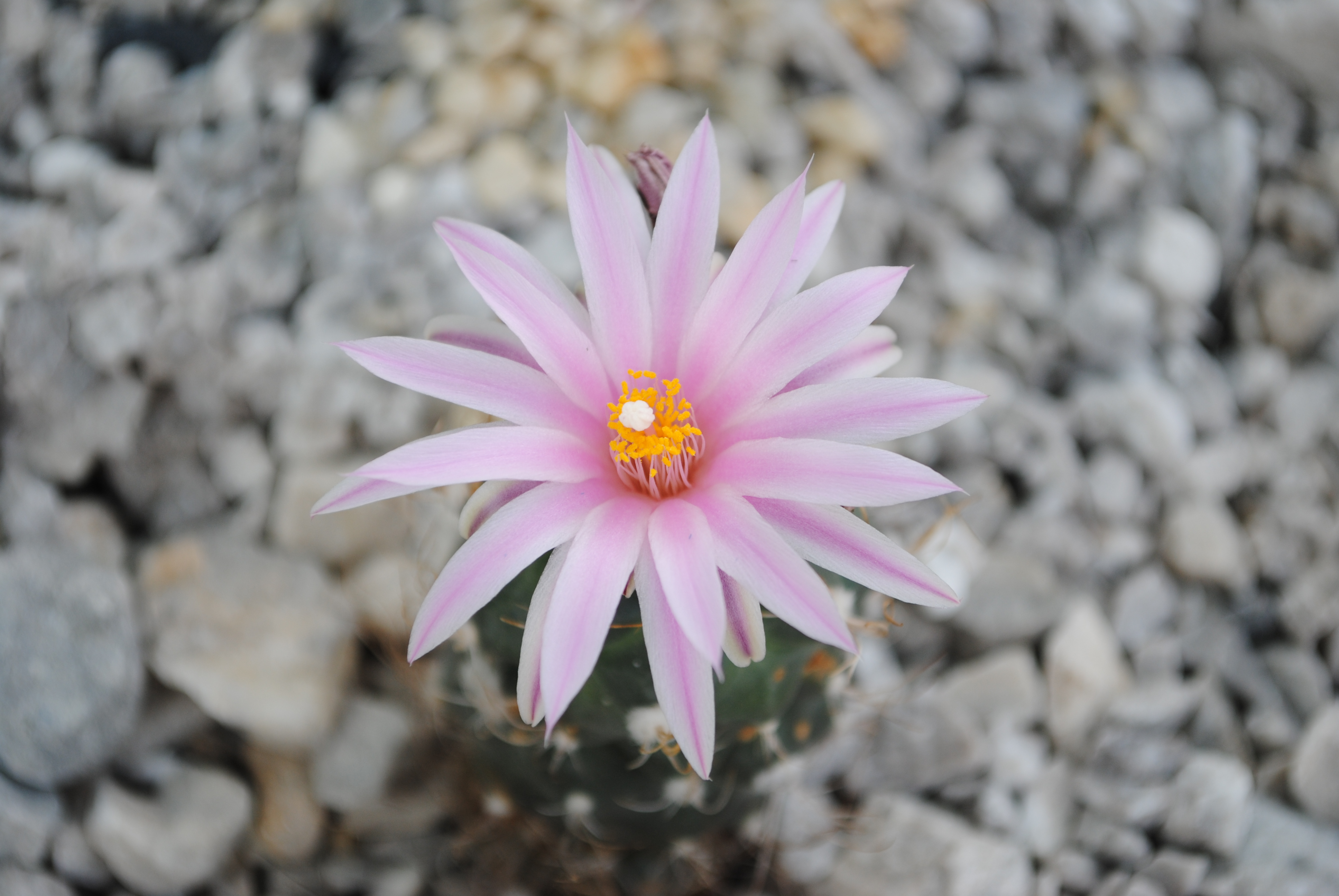
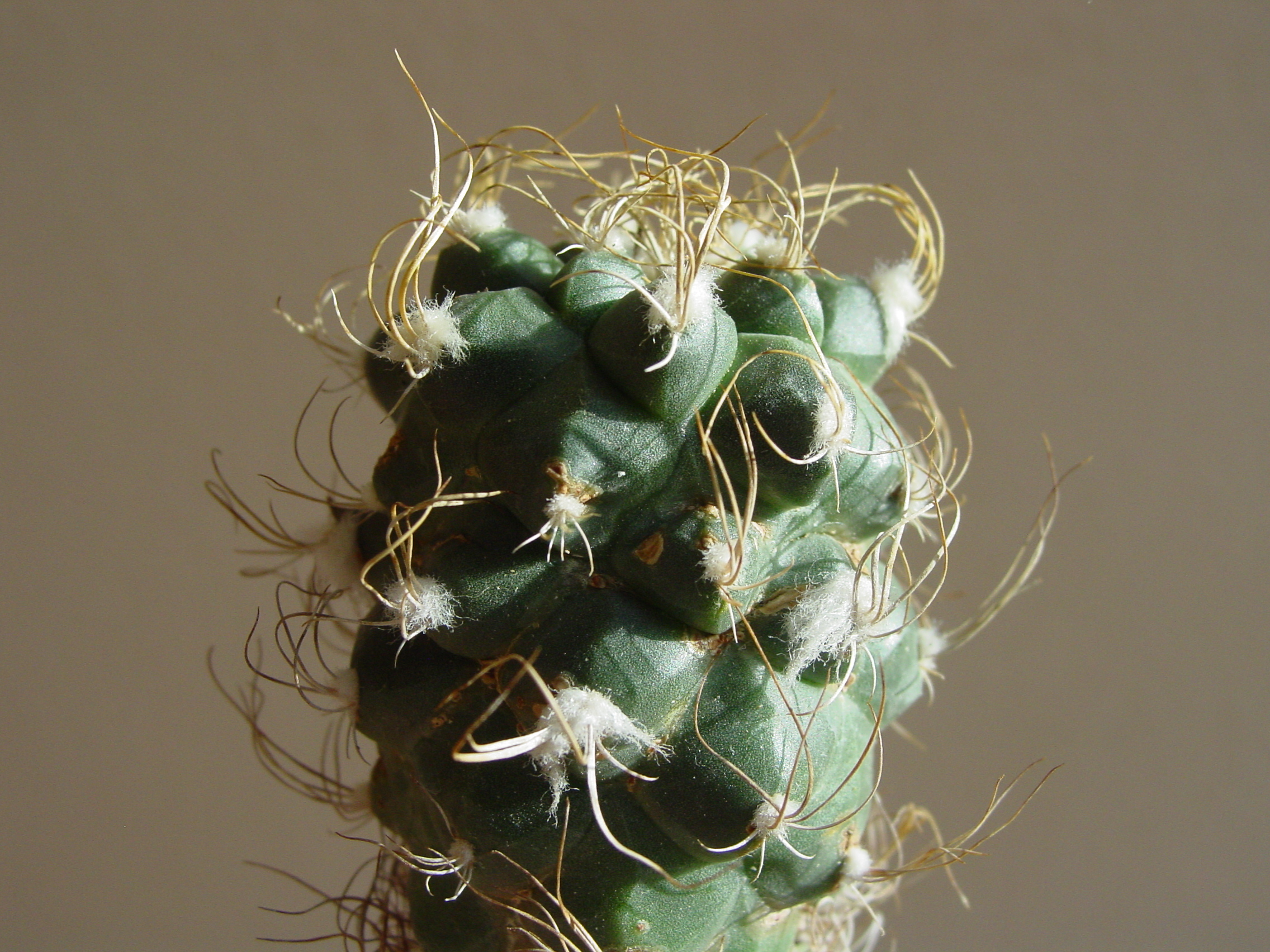